# Њу Лондон (Тексас)
Њу Лондон (енгл. New London) град је у америчкој савезној држави Тексас. По попису становништва из 2010. у њему је живело 998 становника.

## Демографија
Према попису становништва из 2010. у граду је живело 998 становника, што је 11 (1,1%) становника више него 2000. године.
| Група             | 2000.       | 2010.       |
| Белци             | 877 (88,9%) | 837 (83,9%) |
| Афроамериканци    | 48 (4,9%)   | 65 (6,5%)   |
| Азијати           | 1 (0,1%)    | 1 (0,1%)    |
| Хиспаноамериканци | 48 (4,9%)   | 73 (7,3%)   |
| Укупно            | 987         | 998         |